# Kaetlyn Osmond
Kaetlyn Osmond (ur. 5 grudnia 1995 w Marystown) – kanadyjska łyżwiarka figurowa, startująca w konkurencji solistek. Mistrzyni olimpijska i brązowa medalistka olimpijska z Pjongczangu (2018, złoto drużynowo, brąz wśród solistek), wicemistrzyni olimpijska z Soczi (2014, drużynowo), mistrzyni świata (2018), medalistka finału Grand Prix oraz trzykrotna mistrzyni Kanady (2013, 2015, 2017). Zakończyła karierę amatorską 2 maja 2019 roku. 

## Kariera

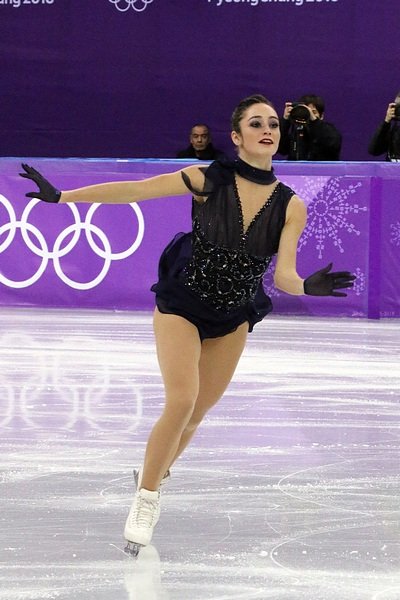
Program krótki Sous le ciel de Paris / Milord na ZIO 2018

Osmond sezon olimpijski rozpoczęła od zwycięstwa w Autumn Classic International 2017. Kolejnym sukcesem była wygrana w zawodach Skate Canada International 2017 oraz trzecie miejsce podczas Internationaux de France 2017. Dzięki osiągniętym rezultatom po raz drugi w karierze udało jej się awansować do finału cyklu Grand Prix w Nagoi, podczas którego po programie krótkim zajmowała pierwsze miejsc z notą 77,04 punktów. Ostatecznie całe zmagania zakończyła na trzecim miejsce za Rosjankami Aliną Zagitową i Mariją Sotskową. Podczas mistrzostw Kanady 2018 zdobyła srebrny medal przegrywając jedynie z Gabrielle Daleman.
Docelowymi zawodami były dla Osmond igrzyska olimpijskie 2018 w Pjongczangu. Podczas konkursu drużynowego Osmond zajęła trzecie miejsce w programie krótkim z notą 71,33 punktów. Ostatecznie Kanada zdobyła złoty medal i tytuł mistrzów olimpijskich. Podczas rywalizacji solistek Osmond uzyskała 78,87 punktów za program krótki i 152,15 punktów za program dowolny, co łącznie dało jej 231,02 punktów. Osmond zdobyła brązowy medal ustępując jedynie dwóm Rosjankom Alinie Zagitowej i Jewgieniji Miedwiediewej.
Podczas mistrzostw świata 2018 Osmond wywalczyła tytuł mistrzyni świata. Po programie krótkim zajmowała czwarte miejsce z notą 72,73 punktów, jednak w programie dowolnym była bezkonkurencyjna, szczególnie że jej największa rywalka Zagitowa upadła trzykrotnie. Za program dowolny otrzymała 150,50 punkty, co łącznie dało 223,23 punktów i ponad dwunastopunktową przewagę nad drugą Japonką Wakabą Higuchi.

## Osiągnięcia

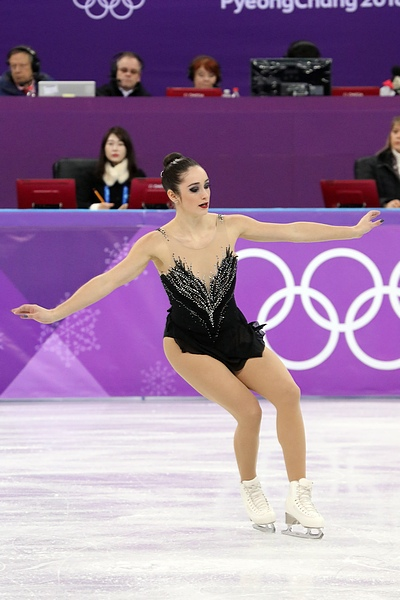
Program dowolny Swan Lake na ZIO 2018

| Zawody                                | 08–09          | 09–10          | 10–11          | 11–12          | 12–13          | 13–14          | 14–15          | 15–16          | 16–17          | 17–18          |                |                |                |                |                |                |                |
| Międzynarodowe                        | Międzynarodowe | Międzynarodowe | Międzynarodowe | Międzynarodowe | Międzynarodowe | Międzynarodowe | Międzynarodowe | Międzynarodowe | Międzynarodowe | Międzynarodowe | Międzynarodowe | Międzynarodowe | Międzynarodowe | Międzynarodowe | Międzynarodowe | Międzynarodowe | Międzynarodowe |
| ------------------------------------- | -------------- | -------------- | -------------- | -------------- | -------------- | -------------- | -------------- | -------------- | -------------- | -------------- | -------------- | -------------- | -------------- | -------------- | -------------- | -------------- | -------------- |
| Igrzyska olimpijskie                  |                |                |                |                |                | 13             |                |                |                | 3              |                |                |                |                |                |                |                |
| Mistrzostwa świata                    |                |                |                |                | 8              | 11             |                |                | 2              | 1              |                |                |                |                |                |                |                |
| Mistrzostwa czterech kontynentów      |                |                |                |                | 7              |                |                | 6              | 4              |                |                |                |                |                |                |                |                |
| GP Finał Grand Prix                   |                |                |                |                |                |                |                |                | 4              | 3              |                |                |                |                |                |                |                |
| GP Cup of China                       |                |                |                |                |                |                |                |                | 2              |                |                |                |                |                |                |                |                |
| GP NHK Trophy                         |                |                |                |                |                |                |                | 6              |                |                |                |                |                |                |                |                |                |
| GP Rostelecom Cup                     |                |                |                |                |                | WD             |                |                |                |                |                |                |                |                |                |                |                |
| GP Skate Canada International         |                |                |                |                | 1              | WD             | WD             | 11             | 2              | 1              |                |                |                |                |                |                |                |
| GP Internationaux de France           |                |                |                |                |                |                | WD             |                |                | 3              |                |                |                |                |                |                |                |
| CS Autumn Classic International       |                |                |                |                |                |                |                |                |                | 1              |                |                |                |                |                |                |                |
| CS Finlandia Trophy                   |                |                |                |                |                |                |                |                | 1              |                |                |                |                |                |                |                |                |
| CS Nebelhorn Trophy                   |                |                |                |                | 1              |                |                | 1              |                |                |                |                |                |                |                |                |                |
| Międzynarodowe: Kategorie młodzieżowe |                |                |                |                |                |                |                |                |                |                |                |                |                |                |                |                |                |
| Mistrzostwa świata juniorów           |                |                |                | 10             |                |                |                |                |                |                |                |                |                |                |                |                |                |
| JGP w Czechach                        |                |                | 10             |                |                |                |                |                |                |                |                |                |                |                |                |                |                |
| JGP w Japonii                         |                |                | 9              |                |                |                |                |                |                |                |                |                |                |                |                |                |                |
| Krajowe                               |                |                |                |                |                |                |                |                |                |                |                |                |                |                |                |                |                |
| Mistrzostwa Kanady                    | 1 N            | 3 J            | 6 J            | 3              | 1              | 3              | 1              |                | 1              | 2              |                |                |                |                |                |                |                |
| Zawody drużynowe                      |                |                |                |                |                |                |                |                |                |                |                |                |                |                |                |                |                |
| Igrzyska olimpijskie                  |                |                |                |                |                | 2 T 5 P        |                |                |                | 1 T 3 P        |                |                |                |                |                |                |                |
| World Team Trophy                     |                |                |                |                | 2 T 1 P        |                |                |                |                |                |                |                |                |                |                |                |                |

## Programy
| Sezon   | Program krótki (SP) | Program dowolny (FS) | Pokaz mistrzów |
| ------- | --- | --- | --- |

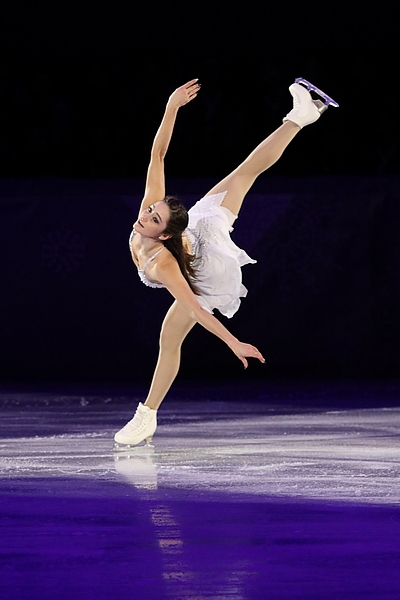
Pokaz mistrzów na ZIO 2018

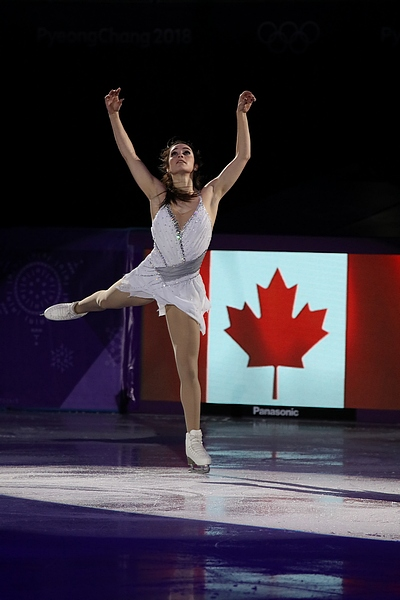
Pokaz mistrzów na ZIO 2018

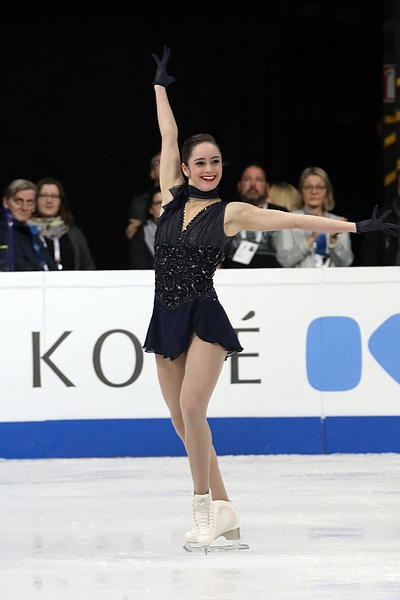
Program krótki Édith Piaf medley (MŚ 2017)

| 2017–18 | - Édith Piaf medley: - Sous le ciel de Paris - Milord choreografia: Lance Vipond - Summertime – George Gershwin choreografia: Lance Vipond | - Swan Lake – Piotr Czajkowski - Andante Allegro - No. 24 Scene: Allegro - Czarny łabędź – Clint Mansell - Stumbled Beginnings - Nina’s Dream choreografia: Jeffrey Buttle           | - Hallelujah – Tori Kelly, oryg. Leonard Cohen - I Love It – Icona Pop |
| 2016–17 | - Édith Piaf medley: - Sous le ciel de Paris - Milord choreografia: Lance Vipond                                                           | - La Bohème – Giacomo Puccini - Mimi Tells Her Story – aranż. K. Hocking - Sono Andati choreografia: Jeffrey Buttle                                                                  | - I Love It – Icona Pop - Hallelujah – Tori Kelly, oryg. Leonard Cohen - Wild Horses – Natasha Bedingfield choreografia: Jeffrey Buttle                                     |
| 2015–16 | - La Vie en Rose – Cyndi Lauper, oryg. Édith Piaf choreografia: Lance Vipond                                                               | - Tango medley – Astor Piazzolla - Danzarin - Oblivion - Tanguera choreografia: Pasquale Camerlengo                                                                                  | - Wild Horses – Natasha Bedingfield choreografia: Jeffrey Buttle - Lovefool – Haley Reinhart, oryg. Postmodern Jukebox choreografia: Lance Vipond - Human – Christina Perri |
| 2014–15 | - La Vie en Rose – Cyndi Lauper, oryg. Édith Piaf choreografia: Lance Vipond                                                               | - Tango medley – Astor Piazzolla - Danzarin - Oblivion - Tanguera choreografia: Pasquale Camerlengo                                                                                  | |
| 2013–14 | - Big Spender - Rich Man’s Frug (z filmu Sweet Charity) choreografia: Lance Vipond                                                         | - Asterix & Obelix: Mission Cleopatra – Philippe Chany - Original theme - Numerobis Theme - La poursuite - Cleopatra and Caesar – Claude-Michel Schönberg choreografia: Lance Vipond | - Somewhere over the Rainbow – Jewel - Mamma Knows Best – Jessie J |
| 2012–13 | - Mambo N°8 – Perez Prado - Gwendoline – Perez Prado choreografia: Lance Vipond                                                            | - Carmen – Georges Bizet - Scene - Second Intermezzo - Adagio choreografia: Lance Vipond                                                                                             | - Candyman – Christina Aguilera - Reach - Hotel Nacional – Gloria Estefan                                                                                                   |
| 2011–12 | - Your Good Name – Mychael Danna - Ganesh – A.R. Rahman choreografia: Lance Vipond                                                         | - Introduction and Rondo Capriccioso in A minor – Camille Saint-Saëns choreografia: Lance Vipond                                                                                     | |
| 2010–11 | - A Day in the Life – Jeff Beck choreografia: Lance Vipond                                                                                 | - Galicia Flamenca – Francisco Tarraga, Gino d’Auri - Recuerdos de la Alhambra – Francisco Tarraga, Gino d’Auri choreografia: Lance Vipond                                           | |